# Myrpungdjur
Myrpungdjur eller numbat (Myrmecobius fasciatus) är ett pungdjur som tillhör ordningen rovlevande pungdjur. Djuret utgör den enda arten i familjen Myrmecobiidae.

## Utseende
Typiska kännetecken för myrpungdjuret är den långa nosen, en svart rand på huvudets sidor som går från nosen genom ögonen och bak till öronen, sex eller sju vita tvärstrimmor på den bakre delen av djurets rygg och den yviga svansen. Den gråbruna eller rödaktiga pälsen är kort och grov. Myrpungdjurets kroppslängd är ungefär 18 till 28 cm, svansen är cirka 15 cm lång och vikten går upp till 500 gram.
Tandformeln är I 4/3 C 1/1 P 3/3 M 4-5/5-6. Djuret har alltså med 48 till 52 det största antalet tänder av alla landlevande däggdjur.

## Utbredning
Arten förekommer i torra buskområden med eukalyptusväxter i sydvästra Australien. Tidigare fanns de i hela södra Australien men på flera ställen har de numera försvunnit.

## Ekologi
Dessa djur är oftast aktiva på dagen och förflyttar sig mycket snabbt. Under natten vilar de i andra djurs övergivna bon eller i håligheter i träd som polstras med gräs eller löv. Utanför parningstiden lever varje individ ensam, revirets storlek går upp till 150 hektar.

### Föda
Trots namnet livnär sig myrpungdjur huvudsaklig av termiter. Myror och andra insekter står inte så ofta på matsedeln. Djuret gräver med sina klor i trä som står under förruttnelse, i löv eller i marken. Med sin långa klibbiga tunga får myrpungdjuret tag i födan. En individ i fångenskap åt 10 000 till 20 000 insekter per dag. Mindre insekter sväljs helt medan större söndertuggas.

### Fortplantning
Under den australiska sensommaren (januari till april) föder honan oftast fyra ungar. Myrpungdjur saknar pung och honan har fyra spenar. Sina första månader tillbringar ungarna fritt hängande på moderns mjölkvårtor endast skyddade av pälsen på hennes buk. Senare lever de i jordhålor. Under denna tid ger honan di på natten och söker föda dagtid. Ungefär i oktober börjar ungarna att leta föda själva. De klarar sig helt själva vid cirka nio månaders ålder.

## Hot och status
IUCN listar myrpungdjuret som starkt hotad (EN). Hoten är framförallt habitatförstörelse genom lantbruk och skapandet av bostadsområden samt inplanterade predatorer som rävar och hundar. Populationen uppskattas med mindre än 1 000 individer och beståndet minskade mellan 2003 och 2008 med 20 %.
Sedan 1987 pågår hos djurparken i Perth ett avelsprogram som föder upp myrpungdjur vilka sedan återintroduceras i naturen. Fram till 2010 föddes 160 individer upp.